# 1878 en musique classique
| \| • Retour à la chronologie générale de la musique classique • \| |
| Grèce • Rome • Haut Moyen Âge • VIIIe siècle • IXe siècle • Xe siècle • XIe siècle XIIe siècle • XIIIe siècle • XIVe siècle • XVe siècle • XVIe siècle • XVIIe siècle XVIIIe siècle • XIXe siècle • XXe siècle • XXIe siècle |
| • Retour à la chronologie générale de la musique classique • |

| Années en musique classique : 1875 - 1876 - 1877 - 1878 - 1879 - 1880 - 1881    |
| Décennies en musique classique : 1840 - 1850 - 1860 - 1870 - 1880 - 1890 - 1900 |

## Événements

### Créations
- 8 janvier : Sieba o La spada di Wodan, ballet de Romualdo Marenco, créé à Turin sous la direction du compositeur.
- 25 janvier : Le petit duc, opéra-comique de Charles Lecocq, créé au Théâtre de la Renaissance.
- 16 février : la Symphonie no 2 de Felix Draeseke, créée à Dresde sous la direction de Ernst von Schuch.
- 24 mars : le Concerto pour piano et orchestre en sol mineur, op. 33, d’Antonín Dvořák, créé à Prague par Karel ze Sladkovskych, sous la direction d'Adolf Čech.
- 9 avril : la Symphonie no 4 de Franz Berwald (écrite ,en 1845), créée à Stockholm.
- 22 mai : le Requiem de Camille Saint-Saëns , créé en l'Église Saint-Sulpice de Paris.
- 7 octobre : Polyeucte, opéra de Charles Gounod, créé à l'Opéra Garnier.
- 17 novembre :  la Sérénade en ré mineur, op. 44 d'Antonín Dvořák, créée au théâtre de Prague sous la direction du compositeur.
- 27 décembre : La Reine Berthe, opéra de Victorin de Joncières, créé à l'Opéra de Paris.
- 28 décembre : le Quatuor pour piano et cordes de Vincent  d'Indy, créé à la Société nationale de musique.
- 29 décembre : le Quatuor à cordes no 7 en la mineur d'Antonín Dvořák, créé à la Société de musique de chambre de Prague.

Date indéterminée
- Première série des Danses slaves d'Antonín Dvořák.
- Pablo de Sarasate compose et crée à Leipzig les Zigeunerweisen pour violon et orchestre.
- Nuit de mai (Mayckaya Noch') de Rimski-Korsakov.

### Autres
- 6 juin : Inauguration de l'Orgue du palais du Trocadéro.

## Naissances

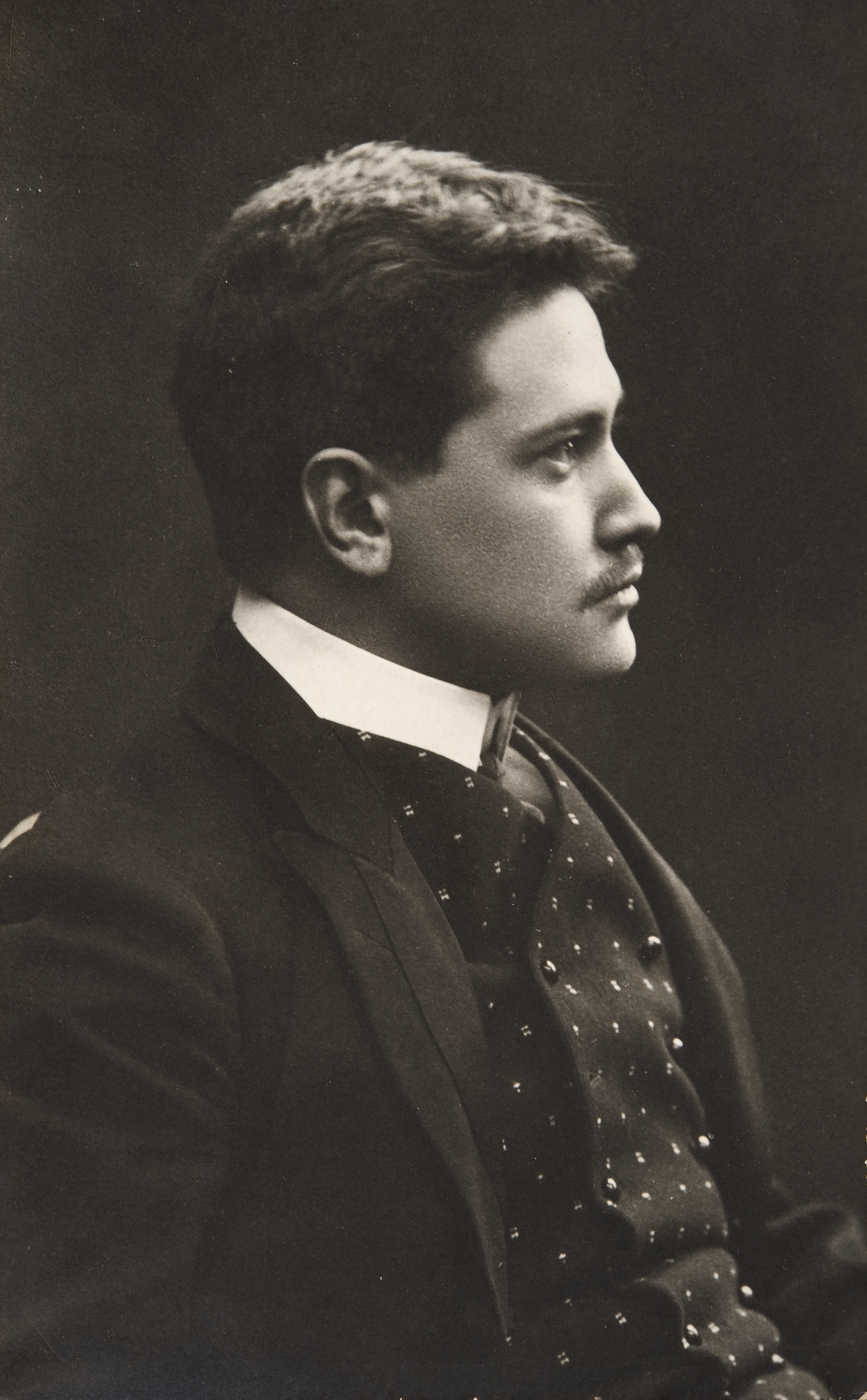
Selim Palmgren

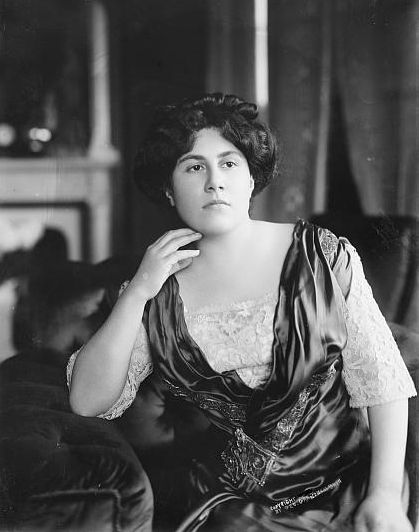
Emmy Destinn

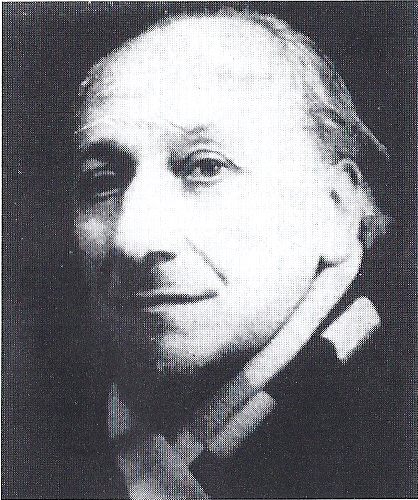
Henri Mulet

- 23 janvier : Rutland Boughton, compositeur britannique († 25 janvier 1960).
- 29 janvier : Maurice Senart, éditeur de musique français († 23 mai 1962).
- 7 février : Ossip Gabrilowitsch, pianiste, chef d'orchestre et compositeur américain né en Russie († 14 septembre 1936).
- 15 février : Léo Daniderff, compositeur français († 24 octobre 1943).
- 16 février : Selim Palmgren, pianiste et compositeur finlandais († 13 décembre 1951).
- 26 février : Emmy Destinn, soprano tchèque († 28 janvier 1930).
- 1er mars : Gabriel Dupont, compositeur français († 1er août 1914).
- 23 mars : Franz Schreker, compositeur autrichien († 21 mars 1934).
- 26 mars : Rose Féart, cantatrice et professeur de chant franco-suisse († 5 octobre 1954).
- 4 avril : Rudolf Nelson, compositeur allemand († 5 février 1960).
- 6 avril : Florine Calinesco, cantatrice à l'Opéra de Paris († 1966).
- 21 avril : Eugenia Calosso, chef d'orchestre et compositrice italienne († après 1914).
- 23 mai : Émile Vuillermoz, compositeur, musicographe et critique musical français († 2 mars 1960).
- 24 mai : Louis Fleury, flûtiste français († 11 juin 1926).
- 14 juin : Jeanne Beijerman-Walraven, compositrice hollandaise († 20 septembre 1969).
- 25 juin : Jean Gallon, compositeur et pédagogue français († 23 juin 1959).
- 5 juillet : Joseph Holbrooke, compositeur, chef d'orchestre et pianiste britannique († 5 août 1958).
- 25 juillet : 
  - Heinrich Gebhard, pianiste, compositeur et pédagogue américain d'origine allemande († 5 mai 1963).
  - Louis Hasselmans, violoncelliste et chef d'orchestre français († 27 décembre 1957).
- 29 juillet : Giovanni Antiga, compositeur et organiste italien († 11 juillet 1960).
- 30 juillet : Alfred Pochon, musicien vaudois († 26 février 1959).
- 4 août : Charles Houvenaghel, acousticien belge († 15 février 1966).
- 16 août : Grete Forst, soprano autrichienne († 1er juin 1942).
- 1er septembre : Tullio Serafin, chef d'orchestre italien († 2 février 1968).
- 7 septembre : Adolphe Piriou, compositeur français († 3 février 1964).
- 17 septembre : Vincenzo Tommasini, compositeur italien († 23 décembre 1950).
- 12 octobre : Achille Philip, organiste et compositeur français († 12 novembre 1959).
- 13 octobre : Eleonora de Cisneros, chanteuse d'opéra américaine († 3 février 1934).
- 17 octobre : Henri Mulet, organiste et compositeur français († 20 septembre 1967).
- 18 octobre : Miguel Llobet, compositeur et guitariste espagnol († 22 février 1938).
- 28 octobre : Conrado del Campo, compositeur, pédagogue et chef d'orchestre espagnol († 7 mars 1953).
- 4 novembre : Giuseppe Adami, dramaturge, écrivain, librettiste et critique musical italien († 12 octobre 1946).
- 13 novembre : Reinhard Oppel, compositeur allemand († 21 novembre 1941).
- 23 novembre : André Caplet, compositeur et chef d'orchestre français († 22 avril 1925).
- 5 décembre : Lucien Durosoir, violoniste et compositeur français († 5 décembre 1955).
- 9 décembre : Henri Couillaud, tromboniste français († février 1955).

Date indéterminée
- Bessie Abott, Soprano américaine († 9 février 1919).

## Décès

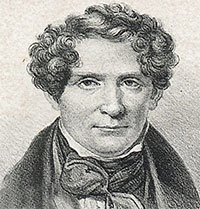
Adolf Fredrik Lindblad

- 17 février : Charles Frédéric Selmer, musicien militaire et clarinettiste français (° 6 mars 1819).
- 22 février : Franz Hünten, pianiste et compositeur allemand (° 26 décembre 1793).
- 12 mars : Osip Petrov, baryton russe (° 15 novembre 1806).
- 19 mars : Władysław Tarnowski, pianiste et poète polonais (° 4 juin 1836).
- 27 mars : Gustave Baneux, compositeur français (° 12 juin 1825).
- 12 avril : Franz Anton Schubert, violoniste et compositeur allemand (° 22 juillet 1808).
- 21 avril : Temistocle Solera, poète et librettiste italien (° 25 décembre 1815).
- 22 avril : Michel Félix Dieu, chanteur d’opéra (° 10 octobre 1848).
- 6 mai : François Benoist, organiste et compositeur français (° 10 septembre 1794).
- 7 mai : Théophile Tilmant, violoniste, compositeur et chef d'orchestre français (° 9 juillet 1799).
- 2 juillet : François Bazin, compositeur français (° 4 septembre 1816).
- 23 juillet : Hilarión Eslava, compositeur et musicologue espagnol (° 21 octobre 1807).
- 23 août : Adolf Fredrik Lindblad, compositeur suédois (° 1er février 1801).
- 8 octobre : Caroline Ridderstolpe, compositrice suédoise (° 2 septembre 1793).
- 13 novembre : Carl Heissler, violoniste et altiste autrichien (° 18 janvier 1823).
- 28 novembre : Marco Aurelio Zani de Ferranti, musicien italien, guitariste et compositeur pour son instrument (° 23 décembre 1801).
- 19 décembre : Jean-Baptiste Mengal, corniste et compositeur français (° 3 mai 1796).
- 24 décembre : Lucy Anderson, pianiste britannique (° 12 décembre 1797).

Date indéterminée
- Salvatore Agnelli, compositeur italien, (° 1817).